# Décennie 1820 en arts plastiques
Chronologie des arts plastiques
Années 1810 - Années 1820 - Années 1830
Cet article concerne les années 1820 en arts plastiques.

## Événements
- 19 avril 1820 : le navigateur français Jules Dumont d'Urville découvre la Vénus de Milo sur l'île de Milos[1].
- 10 mai 1824 : ouverture de la National Gallery à Londres[2].
- 1827 : au Royaume-Uni, Augustus Pugin conçoit du mobilier néogothique pour le roi George IV dans le cadre de la restauration du château de Windsor par son père Auguste Charles Pugin[3].

## Réalisations
- 1820 : Le combat à la barrière de Clichy, toile de Horace Vernet, glorifiant la Garde nationale de 1814[4].
- 1821 :
  - Le Derby d'Epsom, toile de Géricault[5].
  - le peintre paysager britannique John Constable peint La Charrette de foin[6].
- Janvier-juillet 1824 : le peintre français Delacroix peint la Scène des massacres de Scio, exposé au Salon le 25 août[7].
- 12 novembre 1824 : Le Vœu de Louis XIII, toile de Ingres, connaît un grand succès au Salon à Paris[8].
- Mars 1826 : Le Forum vu des jardins Farnèse, huile sur papier marouflée sur toile de Corot[9].
- Septembre 1826 : Corot peint Le Pont de Narni[10].

- 4 novembre 1827 : succès au Salon de 1827 de La naissance d’Henri IV, de Devéria[11], la Mort de l’espion Morris, de Camille Roqueplan[12], la Mort d’Elisabeth, de Delaroche, la Mort de César, de Joseph-Désiré Court, Le supplice de Mazeppa, de Louis Boulanger[13], Mazeppa et les loups d'Horace Vernet. Delacroix envoie dix toiles, dont Le Christ au jardin des Oliviers, La Décapitation du doge Mario Faliero et Nature morte aux Homards[14]. Jean Auguste Dominique Ingres expose L'Apothéose d'Homère, réalisé pour le plafond de la salle Clarac du musée Charles X au Louvre, inauguré le 15 décembre[15]. La Mort de Sardanapale, œuvre la plus romantique de Delacroix, exposée en février 1828, provoque un scandale[16],[17].

- 1827 : le naturaliste et peintre franco-américain John James Audubon commence à Londres la publication de ses Oiseaux d'Amérique, 435 planches en quatre volumes publiés de 1827 à 1838[18].
- 1829 : L’Assassinat de l’évêque de Liège toile de Delacroix, exposé au Salon de 1831[19].

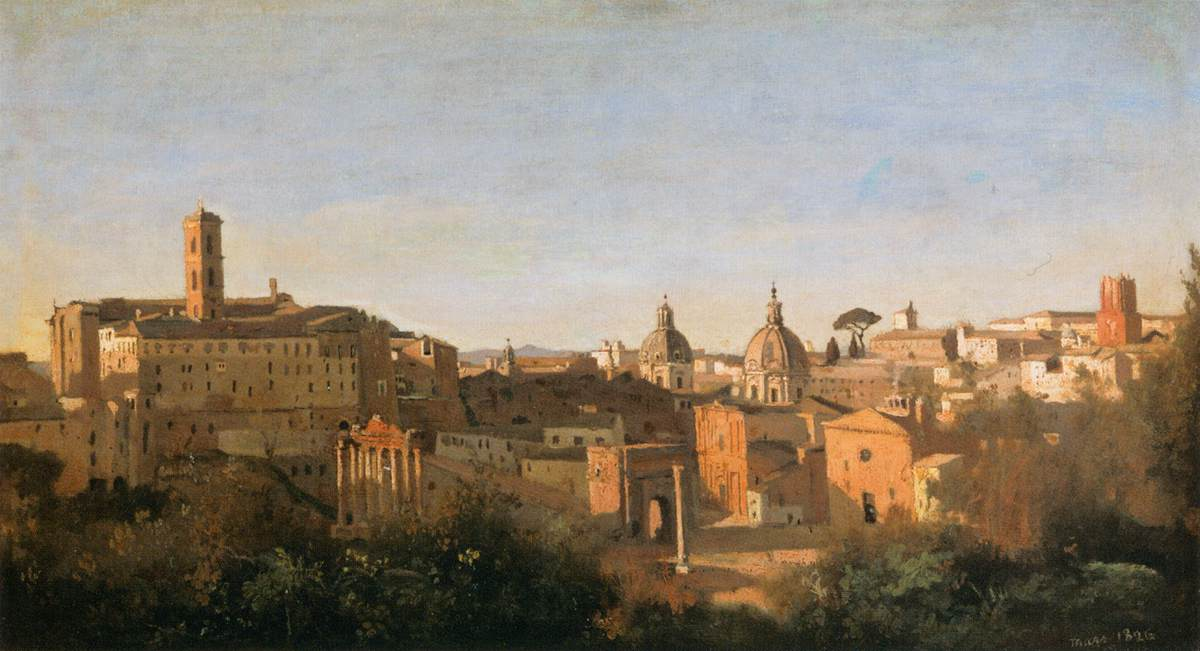
Le forum vu des jardins Farnèse, Corot.
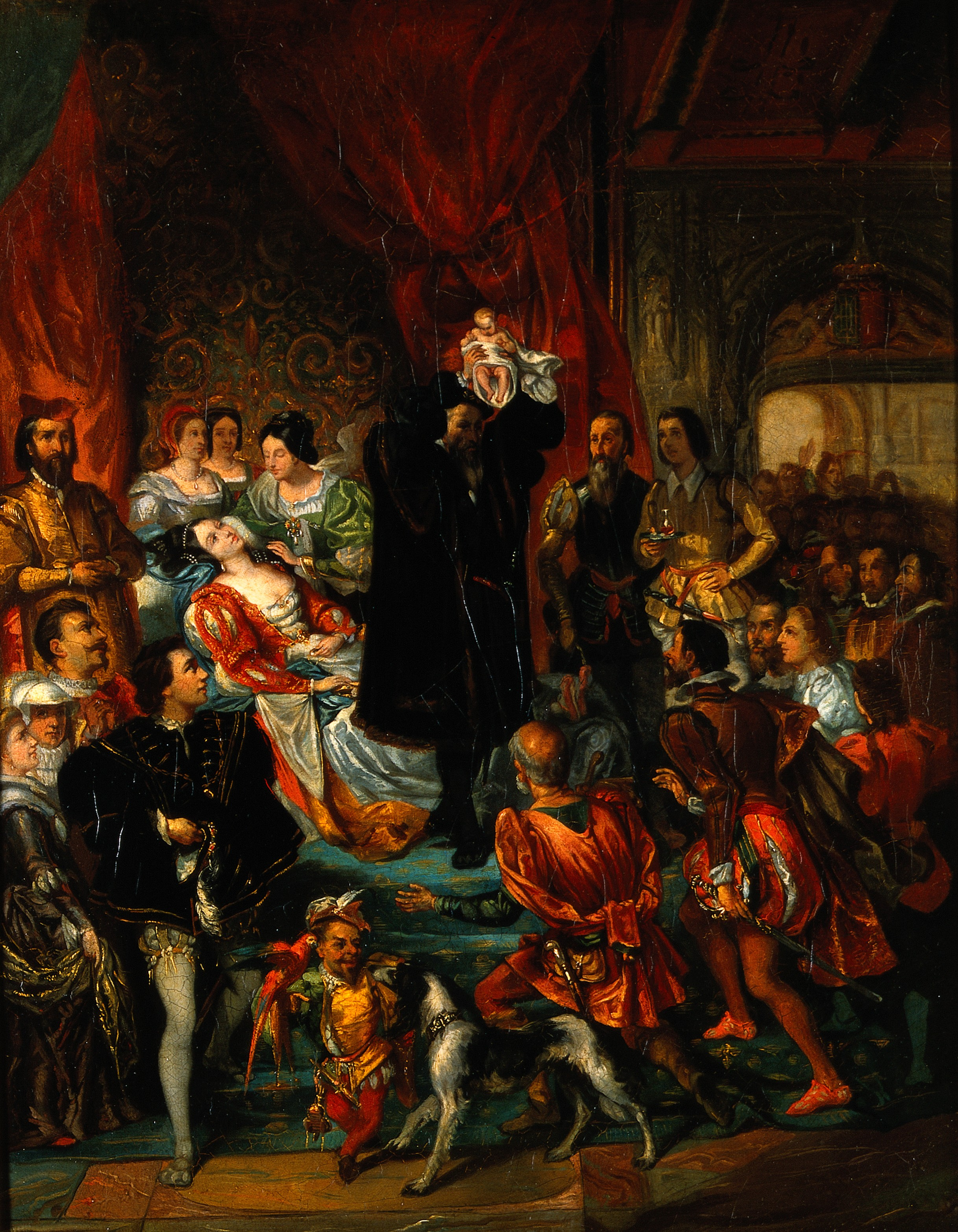
La Naissance d’Henri IV, Eugène Devéria.
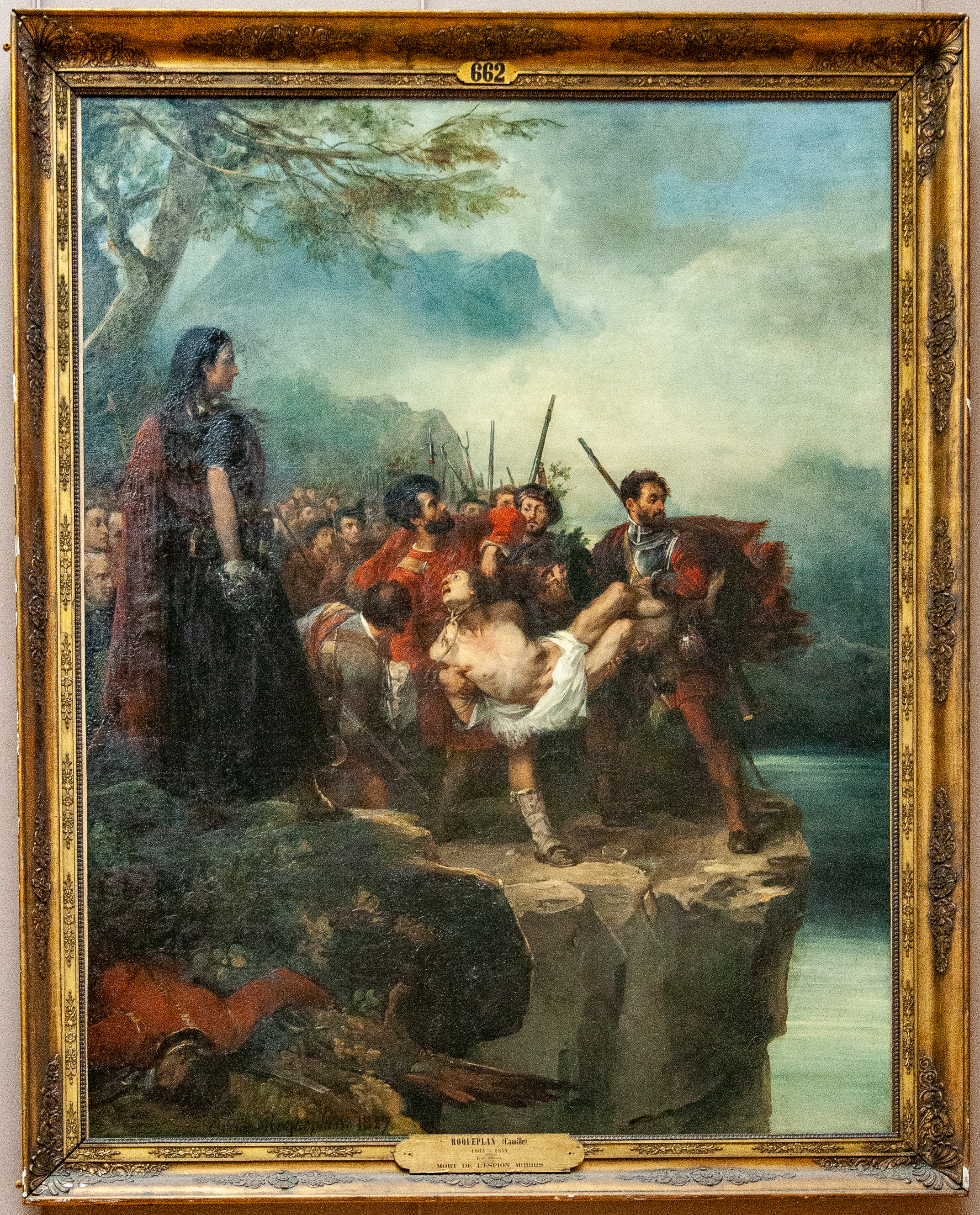
La mort de l'espion Morris, Roqueplan.
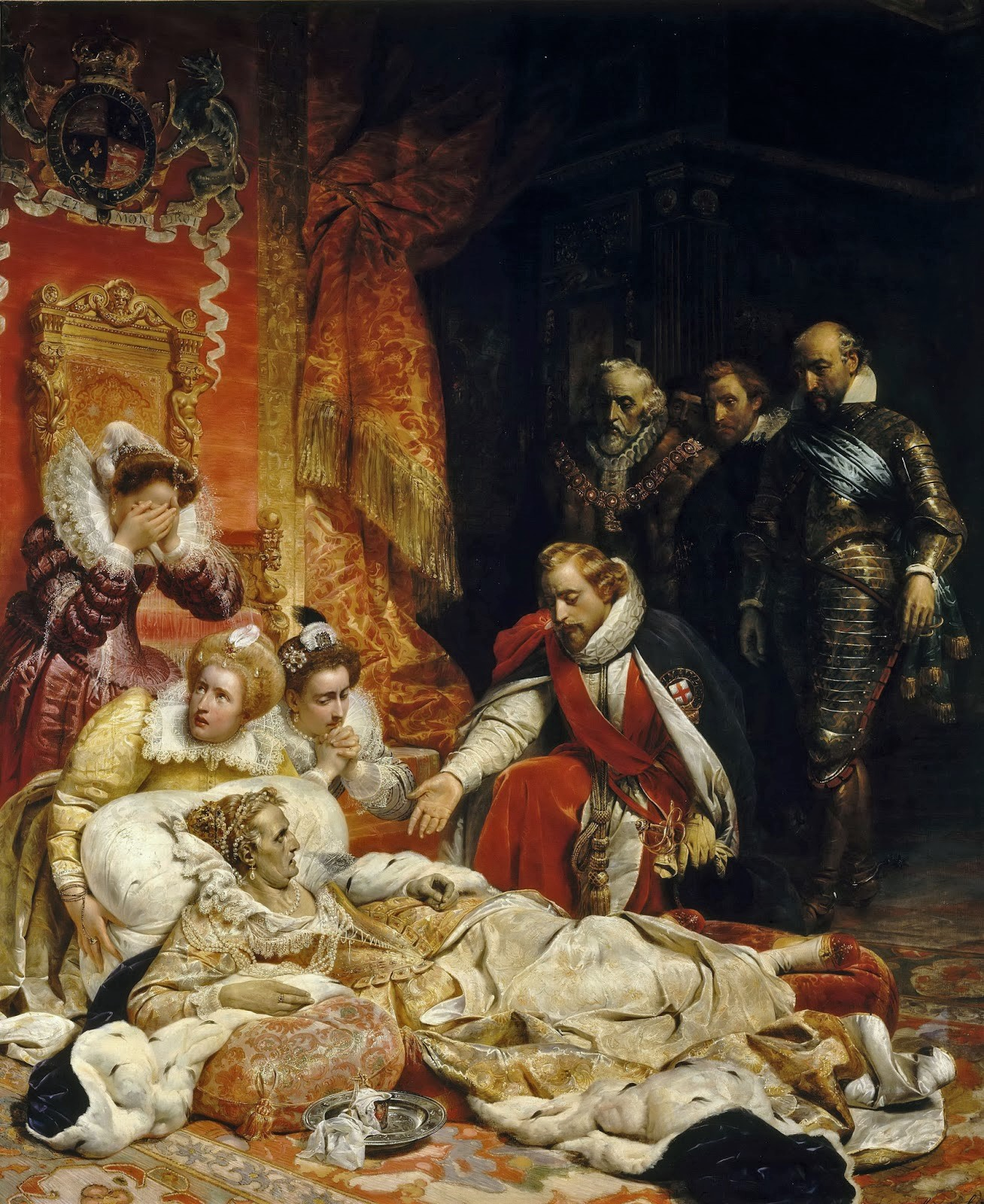
la Mort d’Elisabeth, Delaroche.
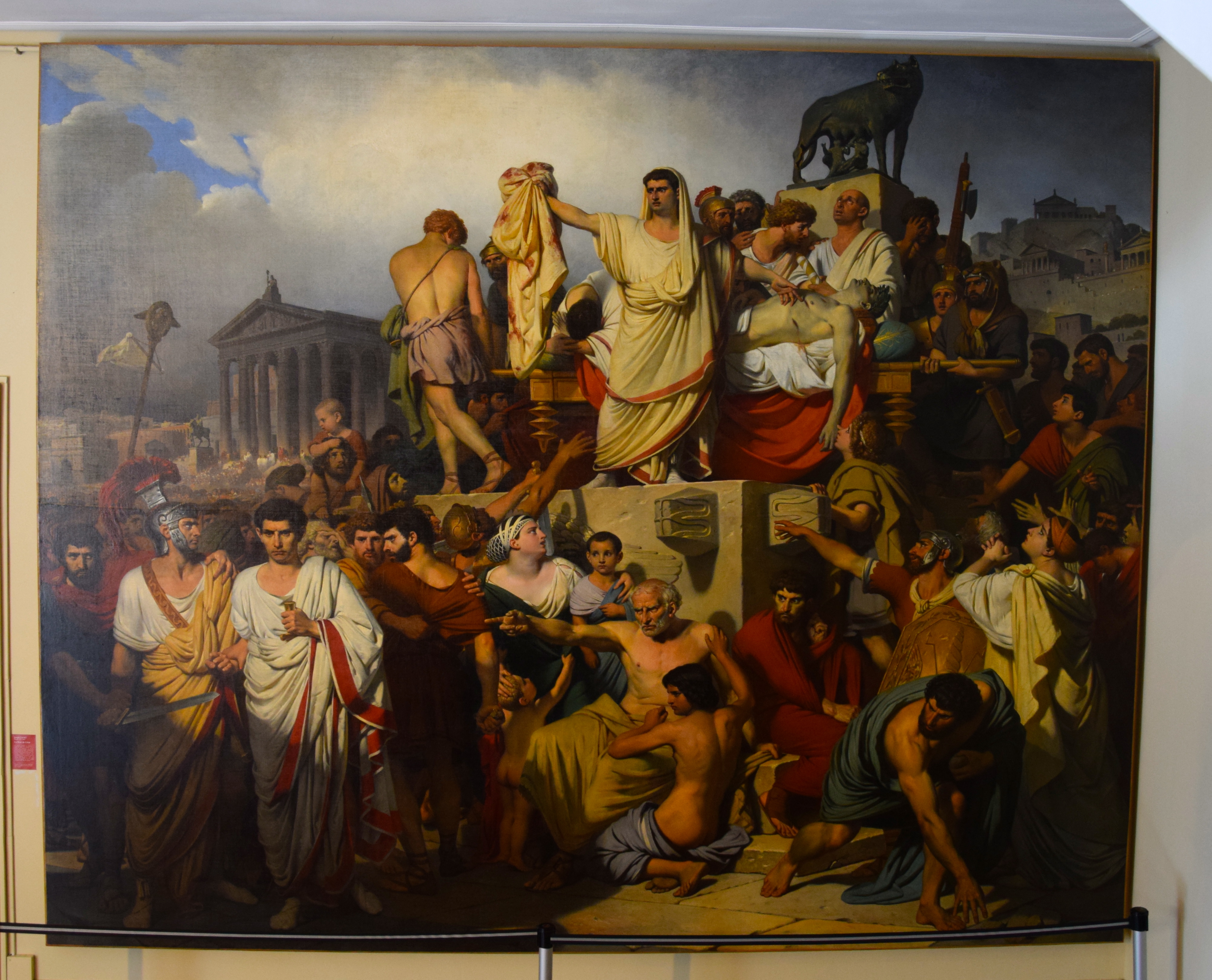
La Mort de César, de Joseph-Désiré Court.
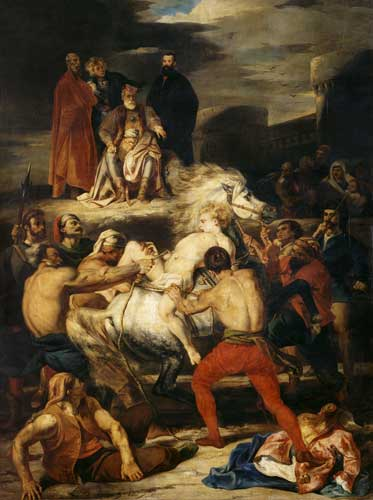
Mazeppa, Louis Boulanger.
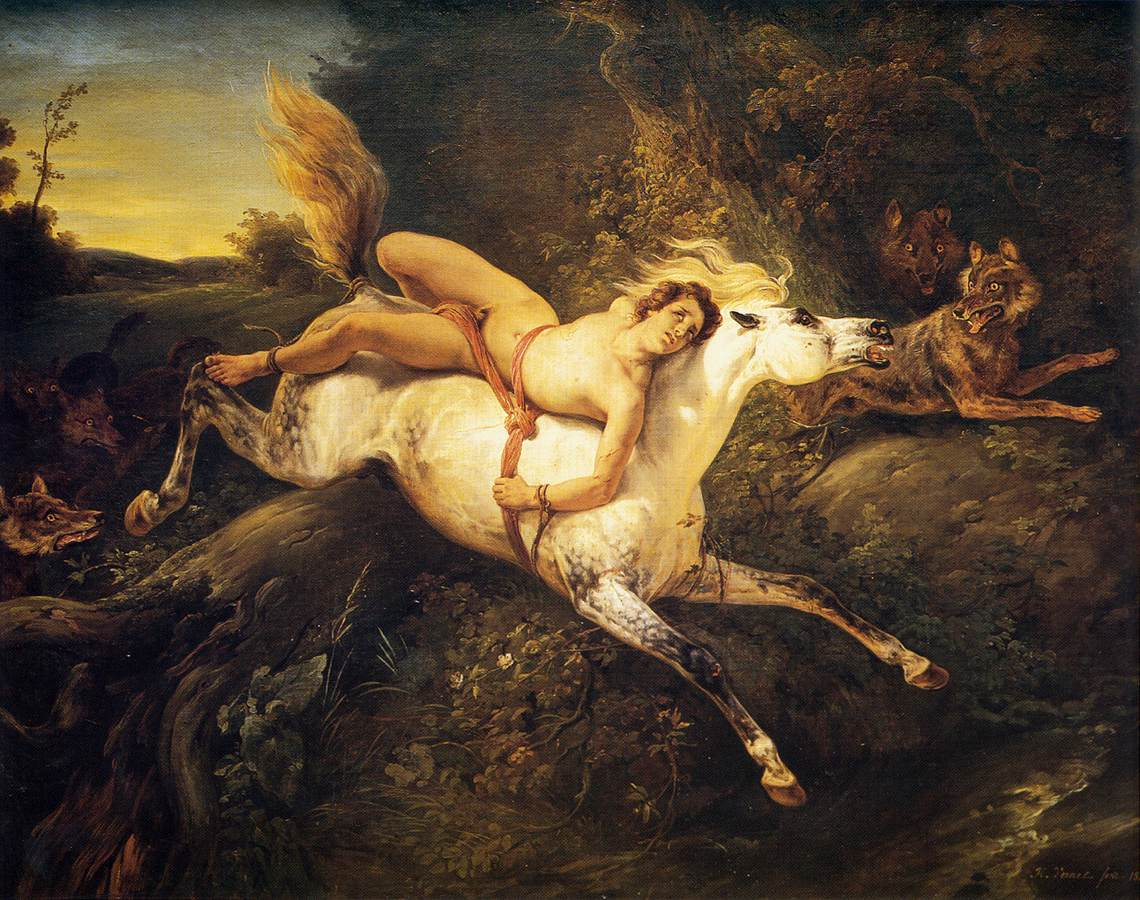
Mazeppa et les loups d'Horace Vernet.